# Campo di internamento di Nereto
Il campo di internamento di Nereto, in provincia di Teramo, è uno dei numerosi campi di internamento istituiti dal governo fascista in seguito all'entrata in guerra dell'Italia nella seconda guerra mondiale, per rinchiudervi stranieri e antifascisti. Fu operante dal luglio 1940 al febbraio 1944, con una capienza massima di 160 persone. Vi furono internati ebrei e profughi slavi provenienti dai Balcani.

## La storia
Nel giugno 1940 furono individuati come possibili luoghi di internamento nella provincia di Teramo due edifici a Nereto: la casa di proprietà di Silvio Santoni, in viale Vittorio Veneto 39, e quella di proprietà di Carine Lupini, in vicolo Scarfoglio 4. Successivamente, nel dicembre 1940, ad essi fu aggiunto il consorzio agrario (detto “Palazzo bacologico”) in viale Roma. Il campo fu usato per raccogliere ebrei e profughi slavi. Alla direzione del campo fu preposto, dal 1º luglio 1940 il segretario dell'Istituto fascista di cultura Mario Marzi e, dal 31 giugno 1941, il Commissario prefettizio Pasquale di Pietro. La sorveglianza fu affidata ai carabinieri e l'assistenza sanitaria al dott. Bruno Marsili e quindi il dott. Salutanzi.
I primi internati giunsero nel luglio 1940; il loro numero variò nel tempo in conseguenza dei numerosi trasferimenti da un campo all'altro, tuttavia, la tendenza fu sempre verso un certo sovraffollamento della struttura.
Le condizioni di vita erano precarie. Vi furono ispezioni della Croce Rossa e gli internati poterono ricevere gli aiuti internazionali della DELASEM. Tuttavia, gli edifici offrivano scarsi servizi igienico-sanitari, anche se la direzione del campo cercò di migliorare con il tempo alle situazioni più gravi. Casa Lupini e il Palazzo bacologico, in particolare, erano edifici fatiscenti, privi di riscaldamento.
Dopo l'8 settembre 1943, l'edificio del consorzio agrario fu evacuato per ospitarvi le truppe tedesche. Il 21 dicembre 1943, il comando tedesco impose alle autorità italiane la consegna di tutti gli internati ebrei. 61 ebrei furono loro consegnati dai carabinieri e deportati verso i campi di sterminio. Ad eccezione di sette internati, che riuscirono a fuggire il 27 dicembre 1943, per quanti rimasero il campo di Nereto si era ormai trasformato in un campo di concentramento con condizioni di vita al limite della sopravvivenza.
L'avvicinarsi del fronte bellico causò la definitive chiusura del campo il 1º febbraio 1944 con il trasferimento dei rimanenti 69 internati al campo di internamento di Corropoli.